# Prosberg (Engelthal)
Prosberg ist ein Gemeindeteil der Gemeinde Engelthal im Landkreis Nürnberger Land (Mittelfranken, Bayern). Prosberg liegt in der Gemarkung Kruppach.

## Geografie
Das Dorf liegt auf einer Hochfläche der Hersbrucker Alb. Im Südwesten steigt das Gelände zum Prosberg an (599 m ü. NHN). Eine Gemeindeverbindungsstraße führt zur Kreisstraße LAU 7 hinab unweit von Kruppach (0,9 km südlich).

## Geschichte
Mit dem Gemeindeedikt (frühes 19. Jahrhundert) wurde Prosberg dem Steuerdistrikt Offenhausen und der Ruralgemeinde Offenhausen zugewiesen. Erst später erfolgte die Umgemeindung nach Kruppach. Im Zuge der Gebietsreform in Bayern wurde Prosberg am 1. Mai 1978 in die Gemeinde Engelthal eingegliedert.